# Sax (våben)
Sax (engelsk Seax, også sæx, sex; urelmæssig pluralis sachsum) er et oldengelsk ord for "kniv". I moderne arkæologi bruges sax om germanske, særligt saksiske (hvorfra deres navn er afledt) sværd eller daggerter fra folkevandringstiden.
I heraldikken er saxen et skjoldmærke: et buet sværd med en spids klinge, der ses i våbenskjolde i Essex' og tidligere i Middlesex' .
Det oldengelske seax eller sax det gammelfrisiske sax er identisk med det gammelsaksiske og  oldhøjtyske saks alle fra urgermansk *sahsą fra roden *sah, *sag- "at skære" (også i sav, fra proto-indo-eurpæiske *sek-). I Skandinavien refererer ordene sax, saks eller sakset alene til sakse, der bruges til at klippe med. materialer
Ordet scramaseax eller scramsax (bogstavelig talt "sår-kniv") bruges om samme type våben, selv om det ikke er fra oldengelsk, men fra scramasaxi i Gregor af Tours' Frankernes historie.